# فاكلاف فيشر
فاكلاف فيشر (بالتشيكية: Václav Fischer)‏ هو سياسي تشيكي وألماني، ولد في 22 يونيو 1954 في التشيك. انتخب عضو مجلس الشيوخ في برلمان جمهورية التشيك عن دائرة Senate district 27 – Prague 1 ‏ (28 أغسطس 1999 – 23 نوفمبر 2002).